# Herbert Spencer (tipógrafo)
Herbert Spencer (Londres, 22 de Junho de 1924 - 11 de Março de 2002) foi tipógrafo, designer gráfico, fotógrafo, editor, professor e historiador de design gráfico inglês. Além de editor dos importantes periódicos Typographica e Penrose Annual, e professor de design gráfico na Royal Collage of Art.  
Herbert Spencer é especialmente conhecido por seu livro Pioneers of Modern Typography (Pioneiros da Moderna Tipografia). O livro, publicado originalmente em 1969, se tornou referência básica sobre o design gráfico no século XX.